# دانیلو ایکودینوویچ
دانیلو ایکودینوویچ (سیریلیک صربی: Данило Дача Икодиновић؛ زادهٔ ۴ اکتبر ۱۹۷۶) ورزشکار واترپلو اهل صربستان است.
وی در مسابقات کشوری و بین‌المللی در مجموع برندهٔ ۷ مدال طلا، ۲ مدال نقره، ۱ مدال برنز شده‌است.